# St. Ottilia (Pfaffenhofen)

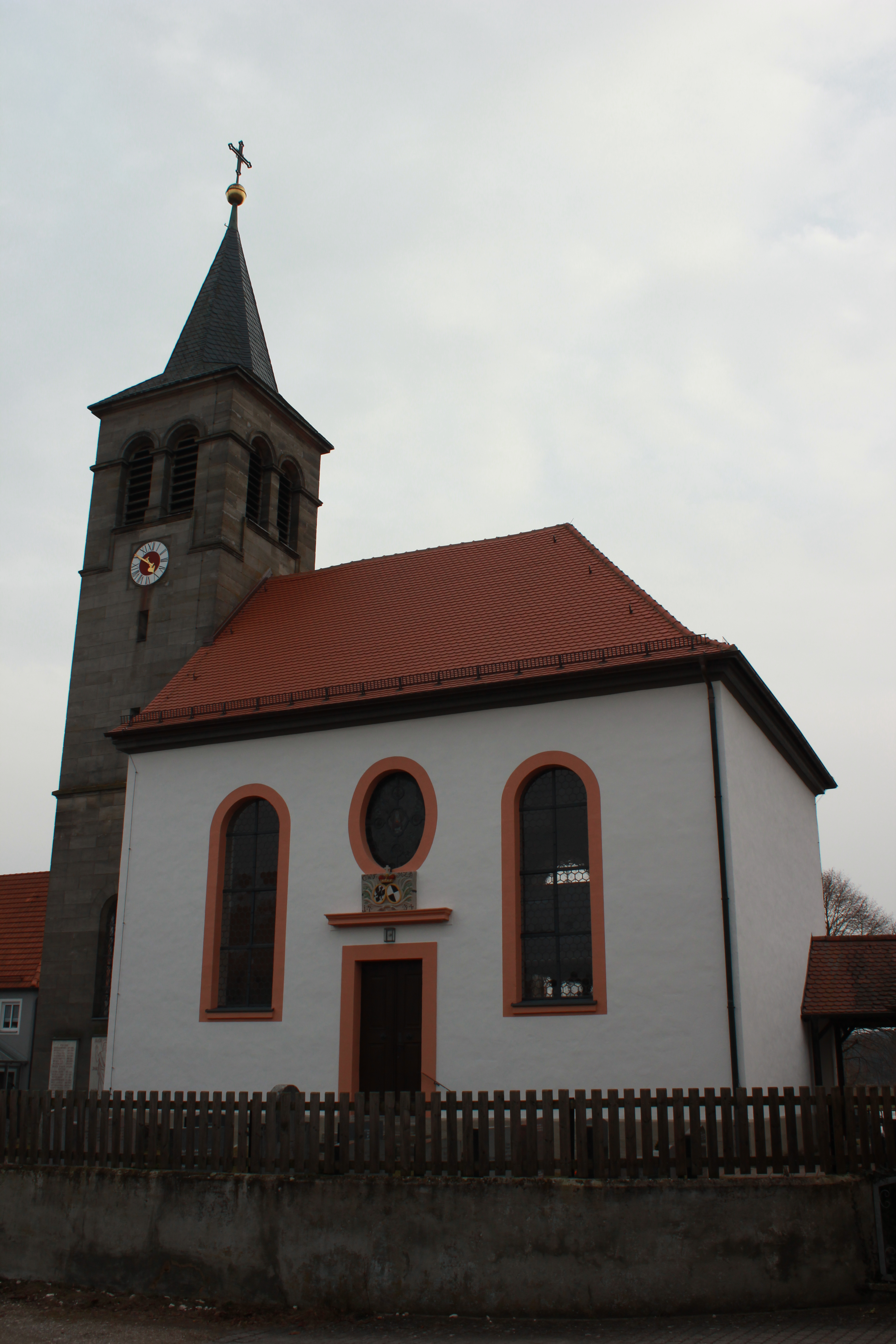
St. Ottilia in Pfaffenhofen

Die denkmalgeschützte, evangelisch-lutherische Pfarrkirche St. Ottilia steht in Pfaffenhofen, einem Gemeindeteil der Kreisstadt Roth im  Landkreis Roth (Mittelfranken, Bayern). Die Kirche ist unter der Denkmalnummer D-5-76-143-157 als Baudenkmal in der Bayerischen Denkmalliste eingetragen. Die Kirchengemeinde gehört zur Pfarrei Roth im Dekanat Schwabach im Kirchenkreis Nürnberg der Evangelisch-Lutherischen Kirche in Bayern.

## Beschreibung
Der Vorgängerbau der heutigen, am 19. Juni 1735 eingeweihten Saalkirche wurde im Dreißigjährigen Krieg zerstört. Das neue Langhaus hatte zunächst nur einen Dachreiter, der quadratische Chorturm aus Quadermauerwerk im Osten wurde erst 1870 gebaut. Sein oberstes Geschoss beherbergt hinter den als Biforien gestalteten Klangarkaden den Glockenstuhl, in dem seit 1950 wieder drei Kirchenglocken hängen. Darunter befindet sich die Turmuhr. Der achtseitige, schiefergedeckte Knickhelm wurde ihm erst 1978 aufgesetzt. An der Außenwand des Chorturms ist ein Kriegerdenkmal angebracht. Die Orgel mit 13 Registern, 2 Manualen und Pedal wurde 1991 von Hey Orgelbau errichtet.